# Ralli Baronets
Ralli Baronet, of Park Street in the City of Westminster, ist ein erblicher britischer Adelstitel (Baronetcy) in der Baronetage of the United Kingdom.
Der Titel wurde am 8. Februar 1912 für Lucas Ralli geschaffen, das damalige Oberhaupt der Ralli-Familie bzw. deren britischer Vertretung Ralli Brothers. Die Rallis waren eine ursprünglich von der Insel Chios im Osmanischen Reich stammende Familie von griechischen Händlern, Reedern und Bankiers mit Geschäftsbeziehungen von London über das Mittelmeer und das Schwarze Meer bis nach Indien und Nordamerika, die bereits einige Jahre vor dem Massaker von Chios 1822 in London ansässig wurde und im 19. Jahrhundert zu beachtlichem Reichtum gelangten.
Der Familiensitz ist Panworth Hall Farm nahe Ashill in Norfolk.

## Liste der Ralli Baronets, of Park Street (1912)
- Sir Lucas Eustratio Ralli, 1. Baronet (1846–1931)
- Sir Strati Ralli, 2. Baronet (1876–1964)
- Sir Godfrey Victor Ralli, 3. Baronet (1915–2010)
- Sir David Charles Ralli, 4. Baronet (* 1946)

Heir Apparent des Titels ist Philip Neil David Ralli (* 1983).